# ۴۷ (فیلم)
۴۷ (کاتالونیایی: El 47) یک فیلم درام اسپانیایی به کارگردانی مارسل بارنا است که در سال ۲۰۲۴ منتشر و موفق به دریافت جایزه گویا برای بهترین فیلم شد. این فیلم همچنین موفق به دریافت چندین جایزهٔ فورکه، جایزهٔ گائودی و جایزه فروس شد.

## گزیدهٔ بازیگران
- ادوآرد فرناندس[۳]
- کلارا سگورا[۹]
- سالبا رئینا[۹]
- بتسی تورنز[۱۰]
- بیسنته رومرو[۹]
- کارلوس کوئباس[۹][۱۱]
- داوید برداگر[۹]